# Nova União (kommun i Brasilien, Rondônia)
Nova União är en kommun i Brasilien.   Den ligger i delstaten Rondônia, i den centrala delen av landet, 1 700 km väster om huvudstaden Brasília. Antalet invånare är 7 498.
Omgivningarna runt Nova União är huvudsakligen savann. Runt Nova União är det glesbefolkat, med 11 invånare per kvadratkilometer.